# Capitan (Comic)
Capitan ist ein frankobelgischer Comic.
Liliane und Fred Funcken schrieben und zeichneten die zur Zeit der Musketiere spielende Abenteuerserie. Die Texte der Kurzgeschichten stammten von Jacques Acar und Yves Duval.
Es entstanden acht Fortsetzungs- und vier Kurzgeschichten, die in der belgischen und französischen Ausgabe von Tintin sowie in der flämischen Version Kuifje erschienen. Der Titelheld zierte dabei mehrmals die Titelseite. Betrug die Seitenzahl der ersten fünf albenlangen Geschichten zunächst 30 Seiten, erhöhte sie sich für die letzten drei Folgen auf 44 Seiten. Daneben wurden noch vier Kurzgeschichten im Taschenbuch Tintin Sélection veröffentlicht. Lombard gab die Alben in der Reihe Jeune Europe und Une histoire du Journal Tintin heraus. Zu weiteren Veröffentlichungen kam es 1980 durch Bédéscope sowie 1986 und 1987 bei Récréabull.

## Handlung
Capitan de Castaignac und sein Diener Larose verteidigen als Geheimagenten die Interessen Frankreichs gegen fremde Spione.

## Albenlange Geschichten
- En garde, Capitan (1963)
- Capitan contre les conspirateurs (1964)
- Capitan défie d’Artagnan (1964)
- Capitan et le masque de cuir (1965)
- Capitan et l’agent secret (1965–1966)
- Capitan et le coffret d’ébène (1966)
- Mission spéciale (1966–1967)
- Capitan et le prince des ténèbres (1970)